# カエサル 155mm自走榴弾砲
カエサル 155mm自走榴弾砲（カエサル155ミリじそうりゅうだんほう）は、ネクスターが開発した155mm榴弾砲を搭載した自走砲である。
CAESARとは、フランス語のCAmion Équipé d'un Système d'ARtillerie（砲兵システム搭載トラック）のアクロニムであり、読みは共和政ローマのガイウス・ユリウス・カエサル (Gaius Julius Caesar)と同じ綴りであることに由来する。

## 概要
従来の自走榴弾砲は全周式の密閉砲塔を有すが、カエサルは榴弾砲と照準システムをトラックの荷台に露出した状態で搭載し、砲兵は車外に出て操作するのが最大の特徴である。この設計により、全周密閉砲塔を装備する従来型の自走榴弾砲に比して以下の利点がある。
従来型の自走榴弾砲は重量が25-45トンあり車体も大型であることから、空輸には大型輸送機が必要となり迅速な展開が難しかった。一方でカエサルは17.7トンと2/3 - 1/2以下に大幅な軽量化を実現し、C-130 ハーキュリーズやエアバス A400Mなどの中型輸送機による空輸の他、CH-53のような大型ヘリコプターによる吊り下げも可能であり、緊急展開部隊へ配備が容易となった。陸上においても自走榴弾砲は車体重量と燃費から長距離では鉄道やトレーラーによる運搬が必要であるが、カエサルは平坦地であれば自走可能で舗装路では最高時速100kmまで出せるなど、他の装輪装甲車と一体運用が可能となった。
一般に装輪式車両は装軌式と比較して安価であるが、カエサルは車体に既存のトラックを利用して調達費や整備維持費の低廉化を実現した。トラックは6輪の車体を用いているが、砲を乗せることが出来ればよいため8輪の車体を使用した改良型も登場している。

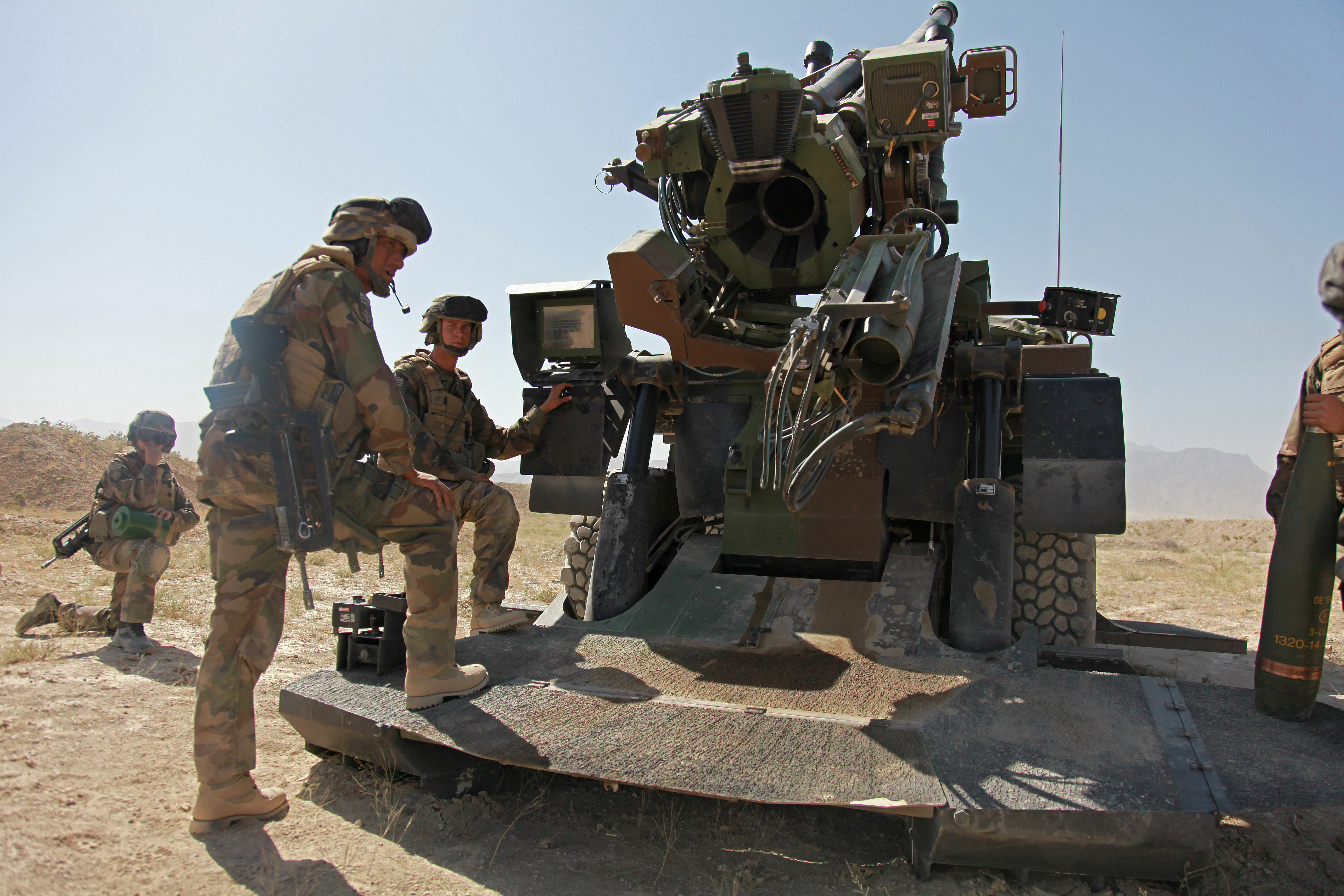
射撃演習中のカエサル。砲の右側には弾薬の装填装置、左側にはタッチパネル式の照準システムがある

装甲で覆われる密閉された砲塔が存在せず、従来型の自走榴弾砲に比して不利な点も存在する。水平射角が限定され、被砲撃時に榴弾の破片、小火器の弾丸、NBC兵器などから乗員や砲手を保護する能力が低い。車体に積載可能な砲弾や装薬は車体中央にそれぞれ18発分の収納するのみと少量で、自動装填装置は装備できない。装填手の補助として装填トレイに砲弾を乗せると薬室に送る半自動式補助装填装置が搭載されているが、装填トレイまで運搬する作業と装薬は人力で行う必要があり、連射速度は低い。特に短時間に大量の砲弾を発射するバースト射撃時のそれは牽引式榴弾砲とほぼ同レベルである。
車体や砲は従来型であるが、照準システムにはタッチパネル式の画面を採用し直感的な操作が可能となっている。照準システムの操作画面は車内にもある。
車体の軽量化と操作しやすい照準システムにより3-5名での運用が可能となり、布陣や撤収に要する時間は1分と短くなった。
カエサルは車体が軽量であるため射撃時の反動を車体の重量で相殺しきることができない。そのため、射撃時には車体後部には牽引式榴弾砲などで利用される脚を地面に食い込ませ、車体後部を持ち上げる必要があるため、発射には深く差し込める未舗装が利用される（舗装面でも発射可能）。同じ理由で砲の旋回角を大きく取りすぎると車体のバランスを保てなくなるため、砲の旋回角は左右各15度ずつに制限されている。
以上の点から、カエサルは牽引式榴弾砲と従来型の自走榴弾砲の折衷案をローコストで実現した自走榴弾砲といえる。
砲の最大射程はベースブリード榴弾を使用した場合42km、ロケット補助榴弾なら50km以上に達する。
|          | 19式         | アーチャー  | カエサル          | ATMOS                         | ダナ                                  | ノーラ B-52                                  | G6-52       | 2S22         | RCH 155         | マルヴァ     |
| -------- | ------------ | ----------- | ----------------- | ----------------------------- | ------------------------------------- | -------------------------------------------- | ----------- | ------------ | --------------- | ------------ |
| 画像     |              |             |                   |                               |                                       |                                              |             |              |                 |              |
| 全長     | 11.21m       | 14.1m       | 10.0m             | 9.5m(本体)                    | 11.1m                                 | 11.0m                                        | 10.4m       | ?            | 10.4m           | 13.0m        |
| 全幅     | 2.5m         | 3.0m        | 2.55m             | 2.55m(本体)                   | 3.0m                                  | 2.95m                                        | 3.5m        | ?            | 2.99m           | 2.75m        |
| 全高     | 3.4ｍ        | 3.3-3.9m    | 3.7m              | ?                             | 2.85m                                 | 3.45m                                        | 3.4m        | ?            | 3.6m            | 3.1m         |
| 重量     | 25t以下      | 33.5t       | 17.7t             | 22t(参考)                     | 29t                                   | 34t(K-I) 25t(K2)                             | 46.5t       | 28t          | 39t以下         | 32t          |
| 最高速度 | 90km/h       | 65km/h      | 100km/h           | 80km/h(道路上) 30km/h(不整地) | 80km/h                                | 90km/h(道路上) 25km/h(砂利道) 15km/h(不整地) | 85km/h      | ?            | 100km/h(道路上) | 80km/h       |
| 乗員数   | 5名          | 3-4名       | 5名 （緊急時3名） | 4-6名                         | 5名                                   | 3-5名                                        | 3-5名       | 5名          | ?               | 5名          |
| 主砲     | 52口径155mm  | 52口径155mm | 52口径155mm       | 52口径155mm                   | 36.6口径152mm                         | 52口径155mm (砲室23L または25L)              | 52口径155mm | 52口径155mm  | 52口径155mm     | 47口径152mm  |
| 副武装   | －           | RWS×1       | －                | －                            | 7.62mm機銃 または 7.62mm/ 12.7mm RCWS | －                                           | －          | －           | －              | －           |
| 最大射程 | 不明         | 60km        | 50km              | 41km                          | 28km                                  | 58km 67km                                    | 67km        | 35-40km      | 40km            | 24.5km       |
| 発射速度 | 不明         | 8-9発/分    | 6-8発/分          | 4-9発/分                      | 5発/分                                | 6-12発/分                                    | 4発/分      | 4-8発/分     | 不明            | 7発/分       |
| 装填装置 | 自動アシスト | 自動        | 自動アシスト      | 自動アシスト                  | 自動                                  | 自動                                         | 自動        | 自動アシスト | 自動            | 自動アシスト |
| 装甲     | 不明         | ○           | △                 | △                             | ○                                     | ○                                            | ○           | ○            | ○               | △            |
| 備考     | [ 注 12 ]    |             | [ 注 13 ]         | [ 注 14 ]                     | [ 注 15 ]                             | [ 注 16 ]                                    |             |              | [ 注 17 ]       |              |

## カエサル 8x8
2015年よりデンマーク陸軍に導入されたカエサルの改良型。トラックがフランス本国用はルノー・シェルパ 5製かメルセデス・ベンツのウニモグだったものをチェコ製タトラ815に変更。タトラ815が8輪全輪駆動トラックであるため『カエサル 8x8』と命名された。
砲自体は同じだが車体右後部にロボットアームを1基搭載することで砲弾をトレイに乗せる作業を自動化、装薬も半自動装填装置により装填されるため従来型より発射レートが上がった。また砲弾をラックから取り出す作業は人力であるため、ロボットアームが故障しても発射可能である。
装甲を追加することができ、STANAG 4569規格で防弾level3/対地雷level2となっている。

## 運用国

### 現在の運用国
エストニア
エストニア国防軍が2024年6月にカエサルMk1を12両発注し、2025年8月までに受領した。
 フランス
フランス陸軍が2000年9月20日に5両を発注し、2003年にこれを受領。2004年にはさらに72両を追加発注し、2008年に1両、2009年に30両が納入される。
2009年の国防計画法においてさらに64両を追加し、合計141両のカエサルで2020年までに既存のTRF1榴弾砲およびAuF1自走榴弾砲を置き換えると発表されたが、2013年にキャンセルされた。
2023年時点で、58両を保有している。
 インドネシア
インドネシア陸軍が37両を発注し、2014年8月に最初の4両を受領した。
 モロッコ
2024年時点で、モロッコ陸軍が36両のカエサルを保有。
 タイ
タイ王国陸軍に売り込みが行われ2006年4月に6両を発注し、2008年中に受領。
 サウジアラビア
サウジアラビア軍が2006年7月に76両を発注、2009年中に20両を受領したと報じられた。
実際には2007年1月に76両とオプションの4両が発注され、最初の2両はフランスでの組み立て、残り76両は現地での組み立てとされた。2010年3月に最初の4両を受領した。
 レバノン
レバノン陸軍が28両発注。資金はフランスとサウジアラビアからの支援で賄われる。
 ウクライナ
2023年4月現在、36両を運用中、12両が供与予定である。
2022年4月、ロシアによるウクライナ侵攻への対応としてフランスは12門の供与を発表。6月に6門、2023年1月31日に12両の追加供与を発表。
2023年1月19日、デンマーク国防大臣は2023年前半に、デンマーク軍に納入予定のカエサル8×8 12両をウクライナに供与すると発表。
2023年4月28日、デンマークから供与された19両がウクライナ軍に納入されたことが発表された。

### 運用予定国
ベルギー
2021年、ベルギーは4,800万ユーロで9両のカエサルを導入することを決定。2022年6月、追加の19両を6,200万ユーロで購入。
 チェコ
2020年6月、チェコ陸軍はカエサル 8×8を2億ユーロで導入することを決定。2021年9月30日に52両が発注された。チェコ国内でライセンス生産される予定で、シャーシにはチェコのタトラ社製8輪トラックが採用された。2022年12月、追加の10両を購入。
 リトアニア
2022年6月13日、フランスのセバスチャン・ルコルニュ国防相が18両をリトアニアに売却すると発表。2026年に最初の納入が予定されている。

### 不採用国
デンマーク
デンマーク陸軍はカエサル 8x8 19両を発注したがウクライナに全両供与したため、代替としてATMOS 2000を19両調達予定。